# Caravaggio, Lombardiet
Caravaggio (bergamasque: Careàs) är en stad i provinsen Bergamo i Lombardiet i norra Italien. Kommunen hade 16 259 invånare (2018).
1573 föddes målaren Michelangelo Merisi i staden.